# Jerica Bukovec

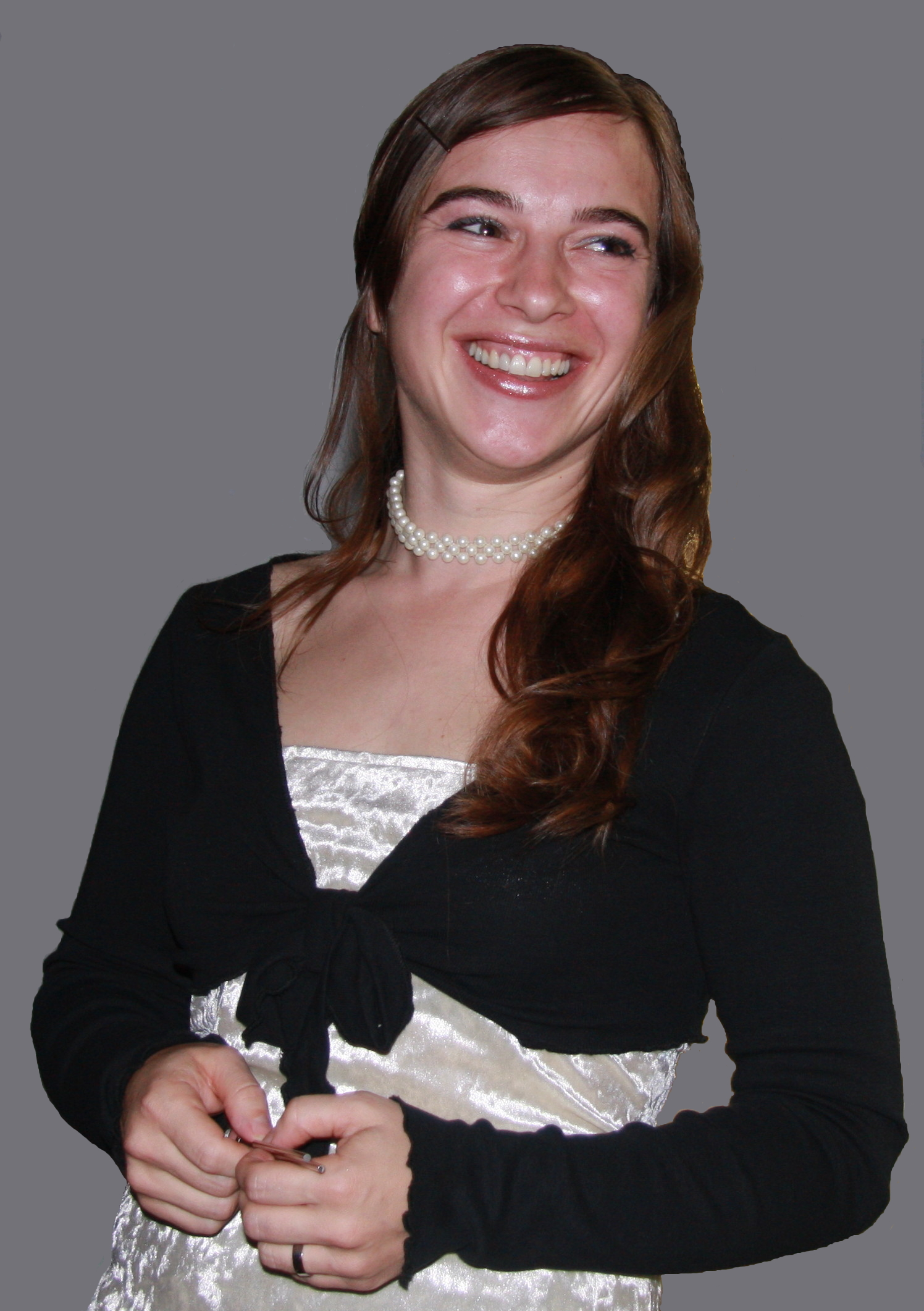
Jerica Bukovec

Jerica Bukovec, född 13 mars 1980 i Slovenien, är en svensk dirigent som hösten 2008 till julen 2011 ledde Stockholms Studentsångare.
Jerica Bukovec antogs 1998 till linjen för musikpedagogik på Musikaliska akademien vid Ljubljanas universitet och tog examen där 2003. Under studietiden dirigerade hon en nystartad kör – Viva la musica – som erövrade silvermedalj vid "Nasa pesem", en nationell Slovensk körtävling. Bukovec ledde mellan åren 2007 och 2011 KFUM:s kammarkör och mellan 2005 och 2008 ledde hon även Täby kammarkör, med vilka hon vann guldmedalj vid en körtävling i Prag 2007. Dessutom har hon – som en del av sin utbildning – varit dirigent för KMH:s vokalensemble.
Jerica Bukovec har under åren 2006–2008 genomgått en avancerad påbyggnadsutbildning i kördirigering vid Kungliga Musikhögskolan och i maj 2008 genomförde hon sin diplomkonsert.
Mellan åren 2010 och 2011 ledde hon även Stockholms Kammarkör.